# Glidante
I glidanti (ad esempio silice colloidale) sono sostanze chimiche generalmente utilizzate per favorire lo scorrimento di particelle nella preparazione di forme farmaceutiche quali compresse.
Essi favoriscono la comprimibilità delle particelle, diminuendo la forza d'attrito che viene a crearsi quando queste si trovano a contatto, ossia diminuiscono le frizioni interparticellari.
Questi sono particolarmente utili quando il principio attivo e l'eccipiente sviluppano un'alta forza d'attrito.
Nel caso in cui, invece, l'attrito avvenga tra particella (o letto di particelle) e parete del contenitore, è necessario l'utilizzo di lubrificanti (ad esempio stearato di magnesio), piuttosto che di glidanti. Se le forze d'attrito tra particelle o tra particelle e parete non pregiudicano la comprimibilità, non è necessario l'utilizzo di glidanti o lubrificanti.